# Erdei Carlo
Erdei Carlo Alex (Szatmárnémeti, 1996. március 22. –) magyar származású román korosztályos válogatott labdarúgó.

## Pályafutása

### Klubcsapatokban
Erdei Carlo 2013 és 2015 között futballozott az angol Wolverhampton Wanderers akadémiáján, majd megjárta a román Pandurii Târgu Jiu, az Universitatea Cluj és az Olimpia Satu Mare csapatait is. 2017-ben a magyar élvonalbeli Balmazújváros játékosa lett. Két évet töltött a csapatnál, ez idő alatt 29 bajnokin lépett pályára és két gólt szerzett. Ezt követően a román másodosztályban szereplő FK Csíkszereda igazolta le. A 2020-2021-es idény előtt a magyar másodosztályú Kaposvári Rákócziban folytatta pályafutását.